# Storviken

Storviken (finska: Isolahti) är en vik och ett bostadsområde i Vasa i Österbotten, Västra Finlands län. Stadsdelen Storviken är belägen i Vasa stads norra del och räknas till Gerby storområde. Storviken omges av Gerby stadsdel i norr, Dragnäsbäck samt Alskatvägen (regionalväg 724) i öster och viken Storviken i söder.
I området pågick tjärbränning under 1700- och 1800-talen vilket har gett området runt skolan namnet Tjärdalen. Villavägen hade i början av 1900-talet flera sommarvillor som inte längre finns kvar.
Service som finns i Storviken är återbruksgalleria med café Minimossen, daghem, finskspråkig lågstadieskola, badstrand, båthamn, servicehem för äldre och idrottsplan med ishockeyrink på vintern.